# 伊藤ふたば
伊藤 ふたば（いとう ふたば、2002年4月25日 - ）は、日本のクライマー。専門はスポーツクライミング。

## 経歴・人物
2002年4月25日、岩手県盛岡市出身。盛岡市立松園中学校、盛岡中央高等学校卒業。
父がスポーツクライミングを趣味にしていたことから、自身も小学校3年からクライミングを始める。競技を初めて間もなく、一発で15mも登ってしまい、父らを驚かせるなど、早いうちから天賦の才を発揮したという。
2014年から公式競技会に出場するようになり、第17回JOCジュニアオリンピックカップ大会（富山県南砺市）のリード競技のアンダーユースBで2位入賞を果たす。
2015年はクライミング日本ユース選手権リード競技（アンダーユースB部門）、全日本クライミングユース選手権ボルダリング競技大会（ユースC）の二大会を制覇した。また同年には国際スポーツクライミング連盟（IFSC）公式大会であるIFSC クライミング・アジアユース選手権（マレーシア・プトラジャヤ）では、日本代表選手として女子ユースC部門に出場してリード・ボルダリングの2種目を制覇した。
2016年は全日本クライミング日本選手権リード競技大会（全日本ユース選手権も兼ねた）に出場、女子のシニアの部で3位に入り、ユースBの部で優勝。さらに同年11月のIFSC世界ユース選手権（中華人民共和国・広州市）に日本代表選手として出場し、ボルダリング女子ユースBで2位に入った。
2017年1月に開催されたスポーツクライミング第12回ボルダリングジャパンカップ（東京都・国立代々木競技場第二体育館）に出場、女子の部で日本の第一人者である野口啓代、野中生萌らを抑えて優勝した。なお、伊藤の14歳9ヶ月でのジャパンカップ優勝は第1回大会（2005年）に野口が16歳3ヶ月で優勝した時の最年少記録を更新するものでもあった。2018年から最年少の日本代表としてW杯に参戦。6位入賞した。
2023年2月に開催されたスポーツクライミング第18回ボルダリングジャパンカップに出場、1度目の挑戦で成功させる「一撃」を決勝の4課題全てで決めて優勝した。

## 競技会の戦績
- 2017年
  - 第12回ボルダリング・ジャパンカップ優勝
- 2020年
  - 第15回ボルダリング・ジャパンカップ優勝
  - 第2回スピード・ジャパンカップ（昭島市）優勝
  - 第33回リード・ジャパンカップ（盛岡市）7位
- 2023年
  - 第18回ボルダリング・ジャパンカップ優勝

## ギャラリー

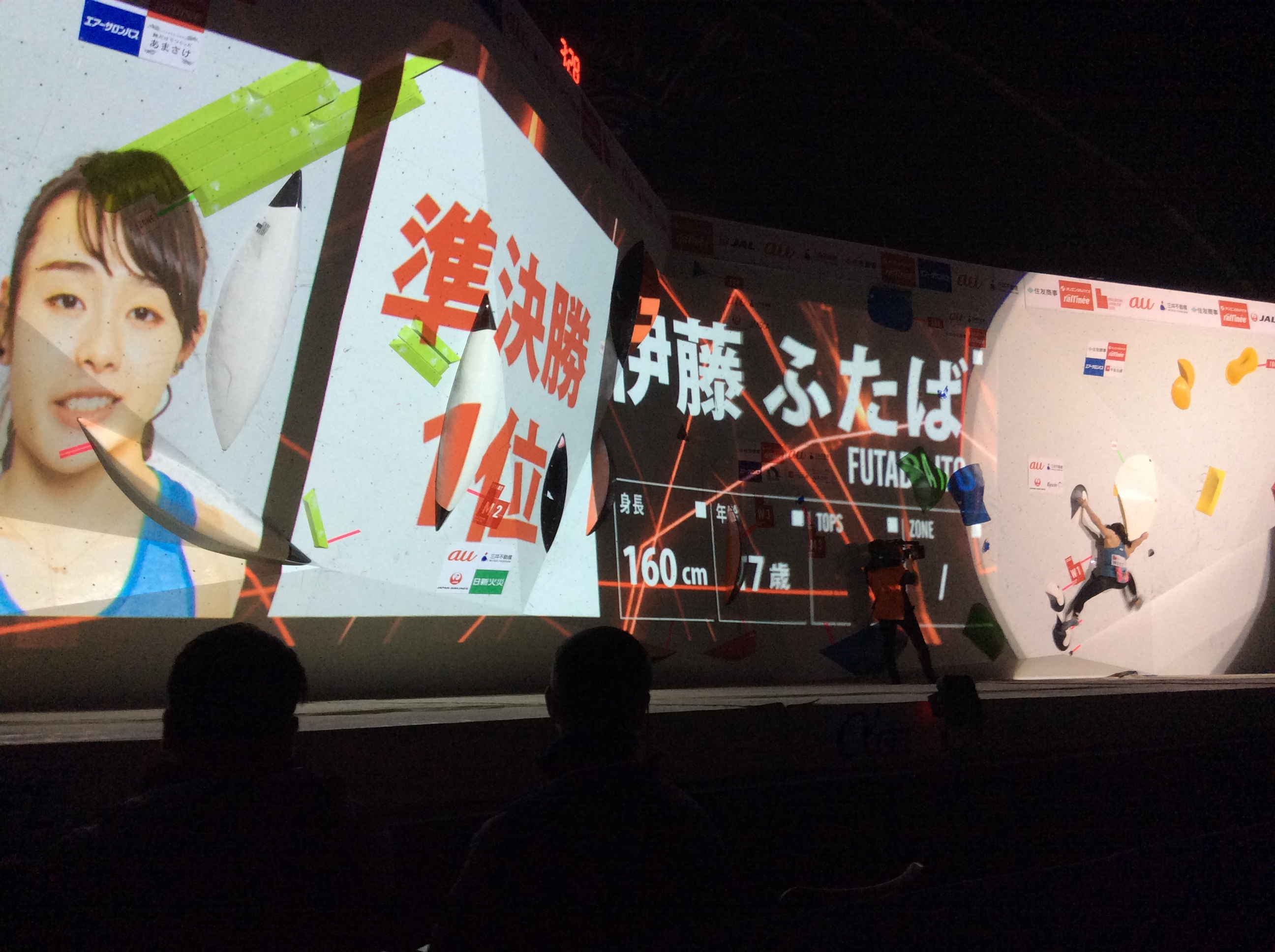
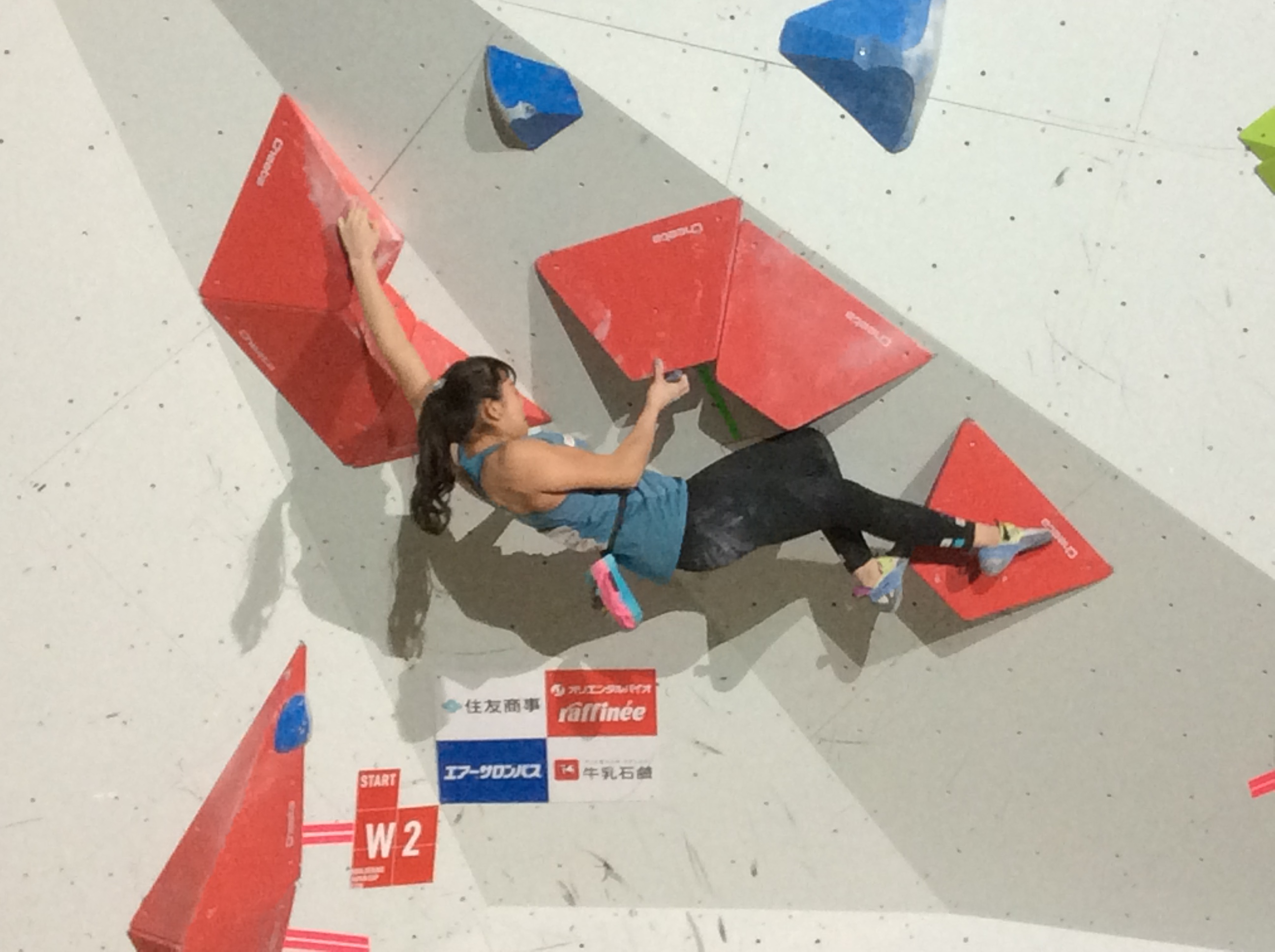
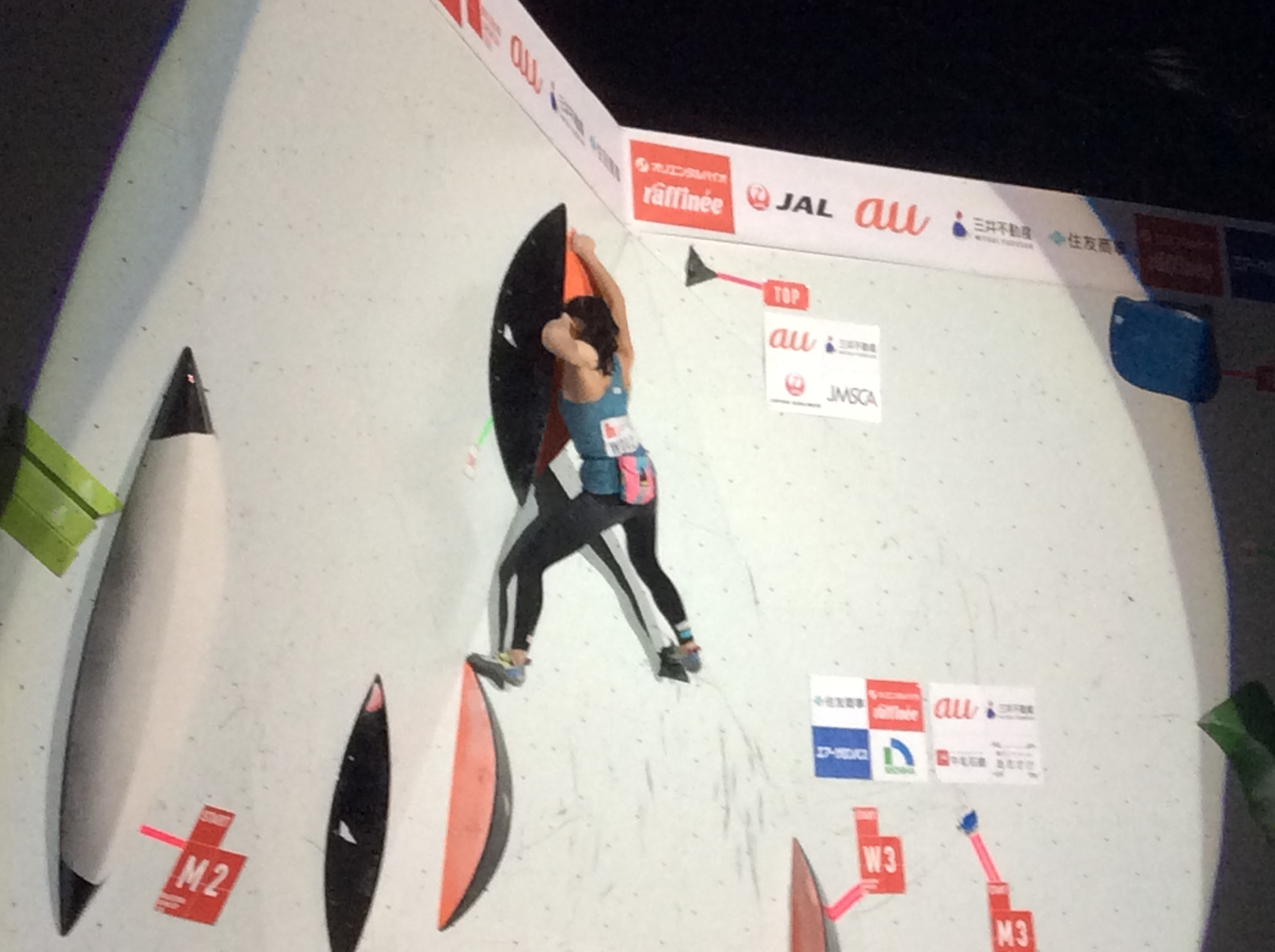
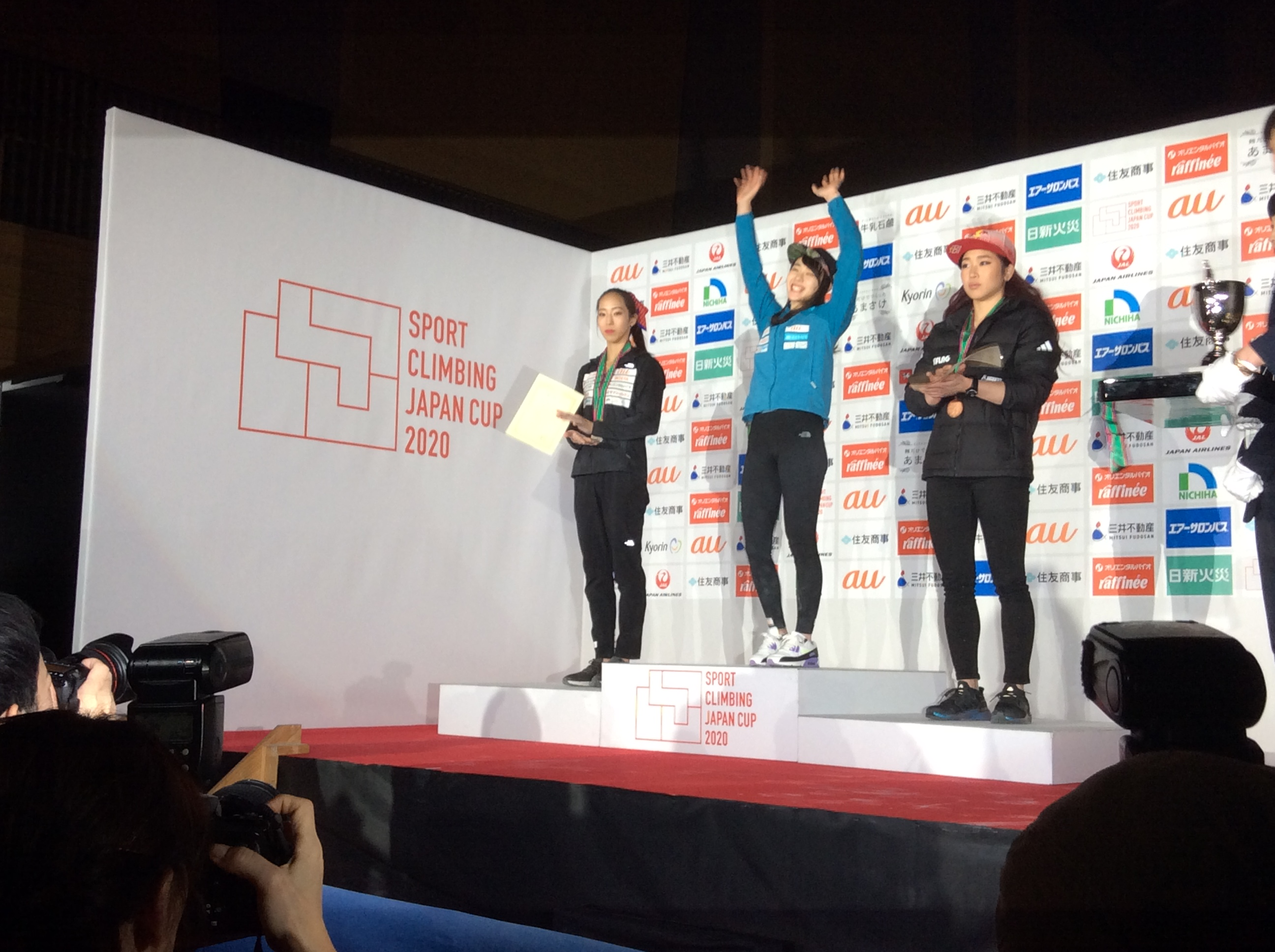

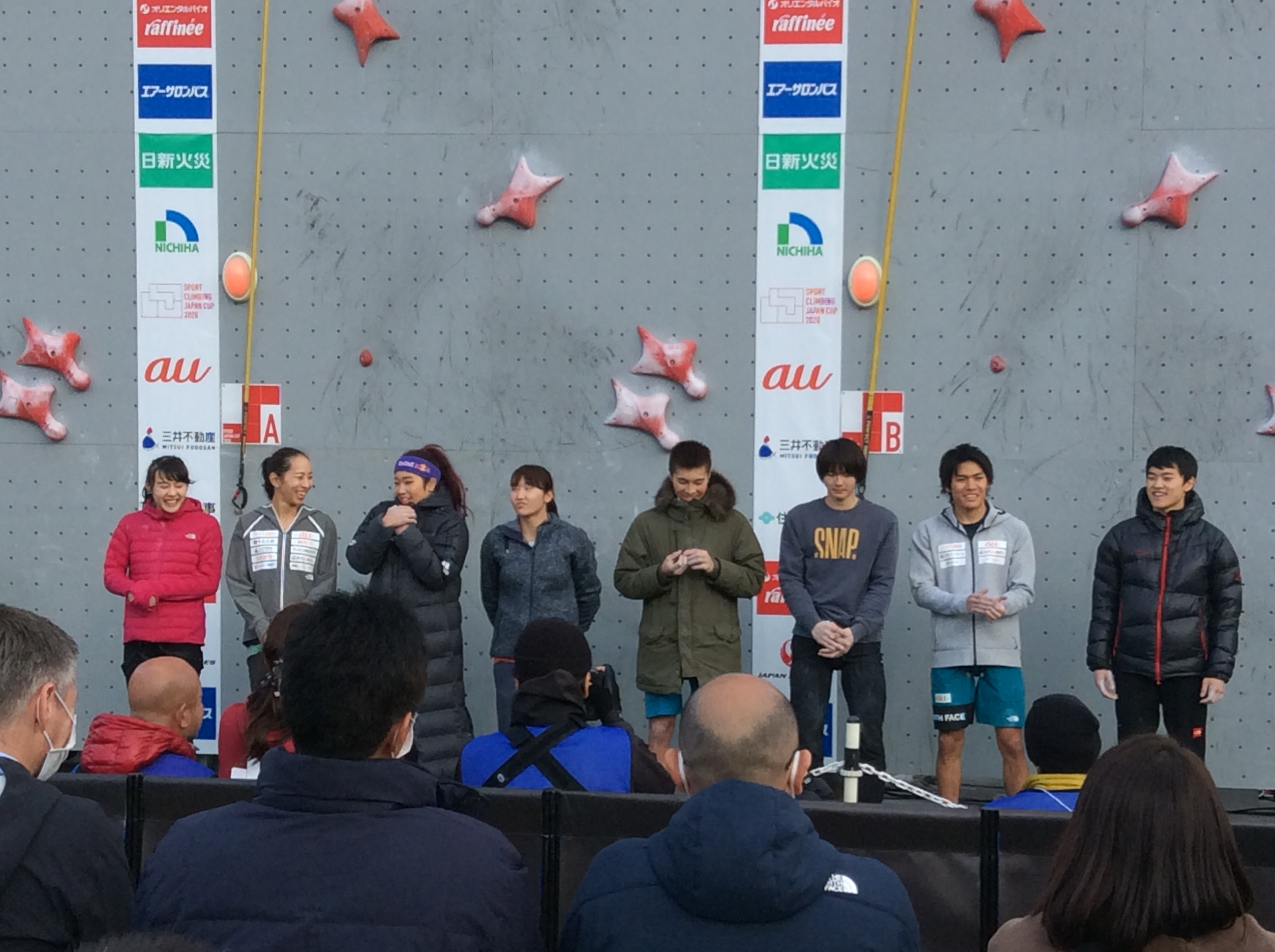
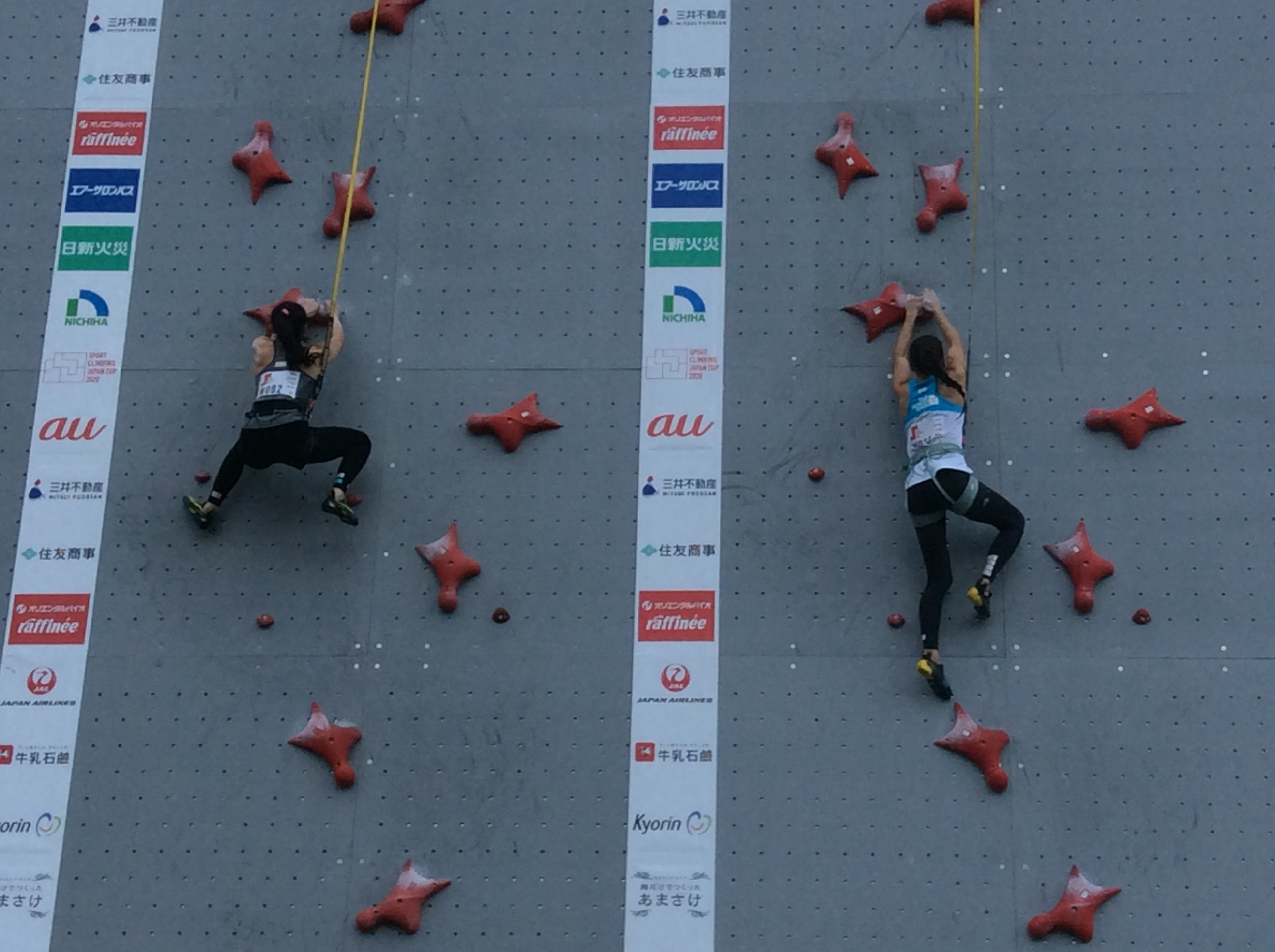
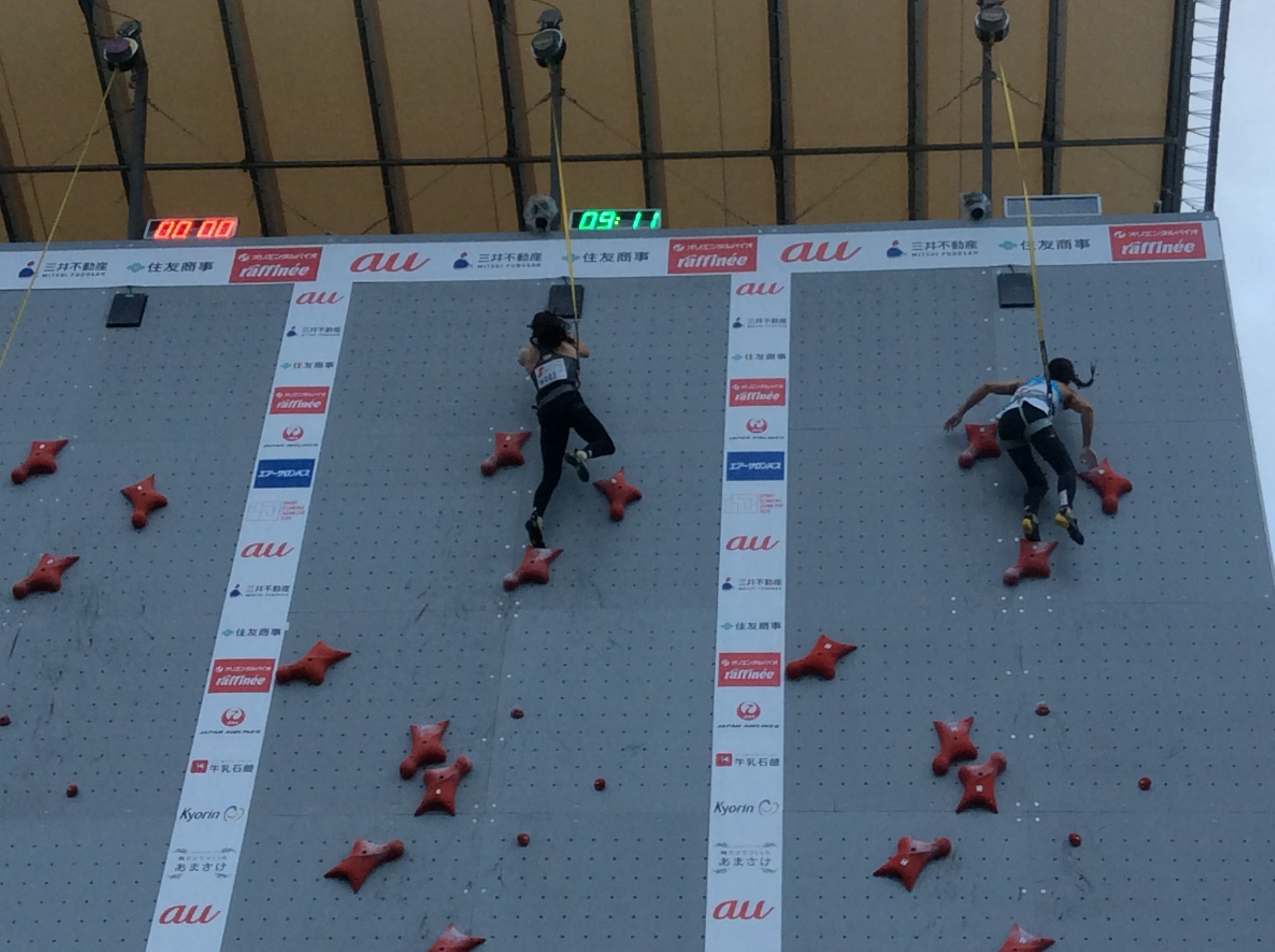
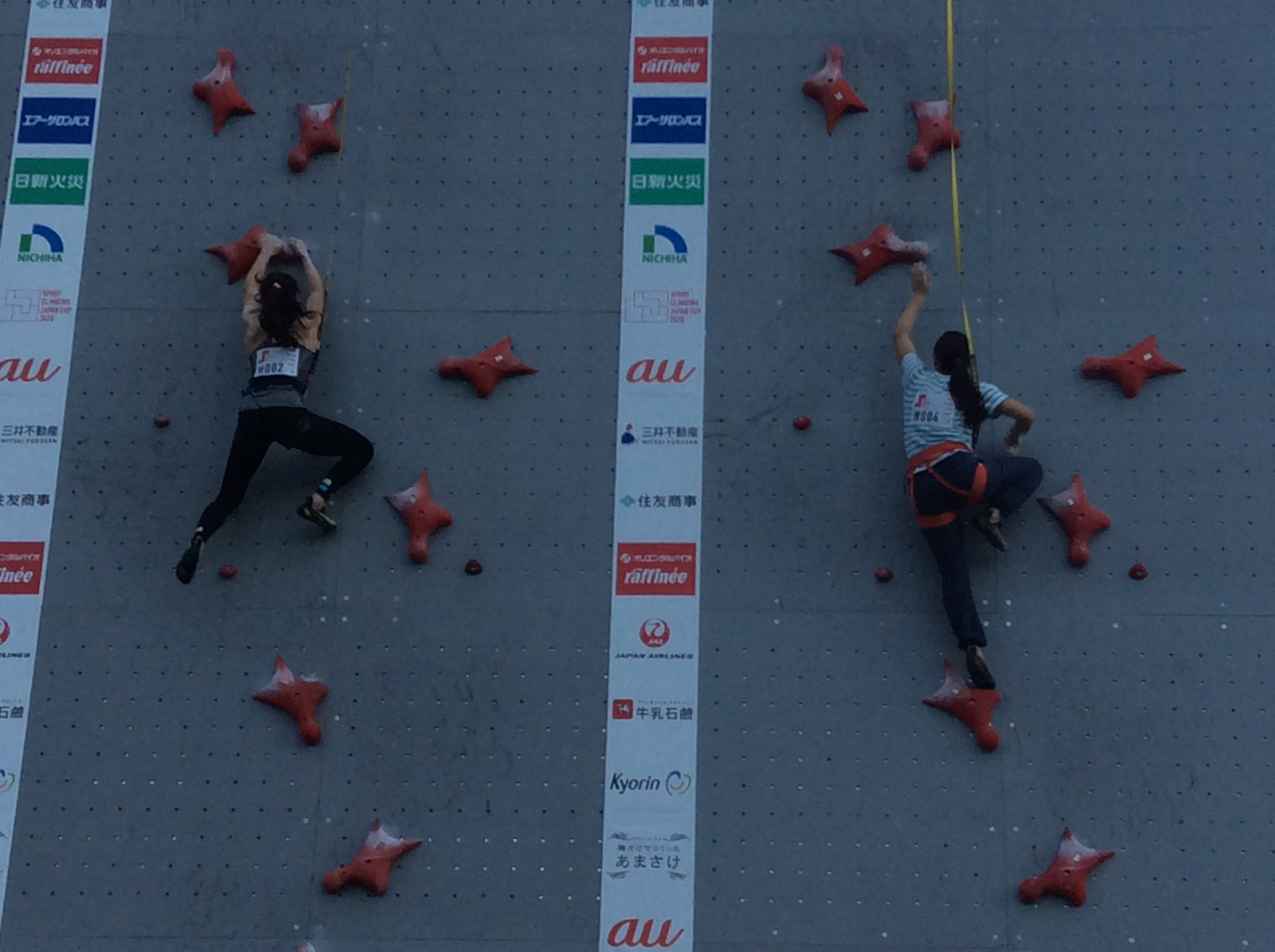
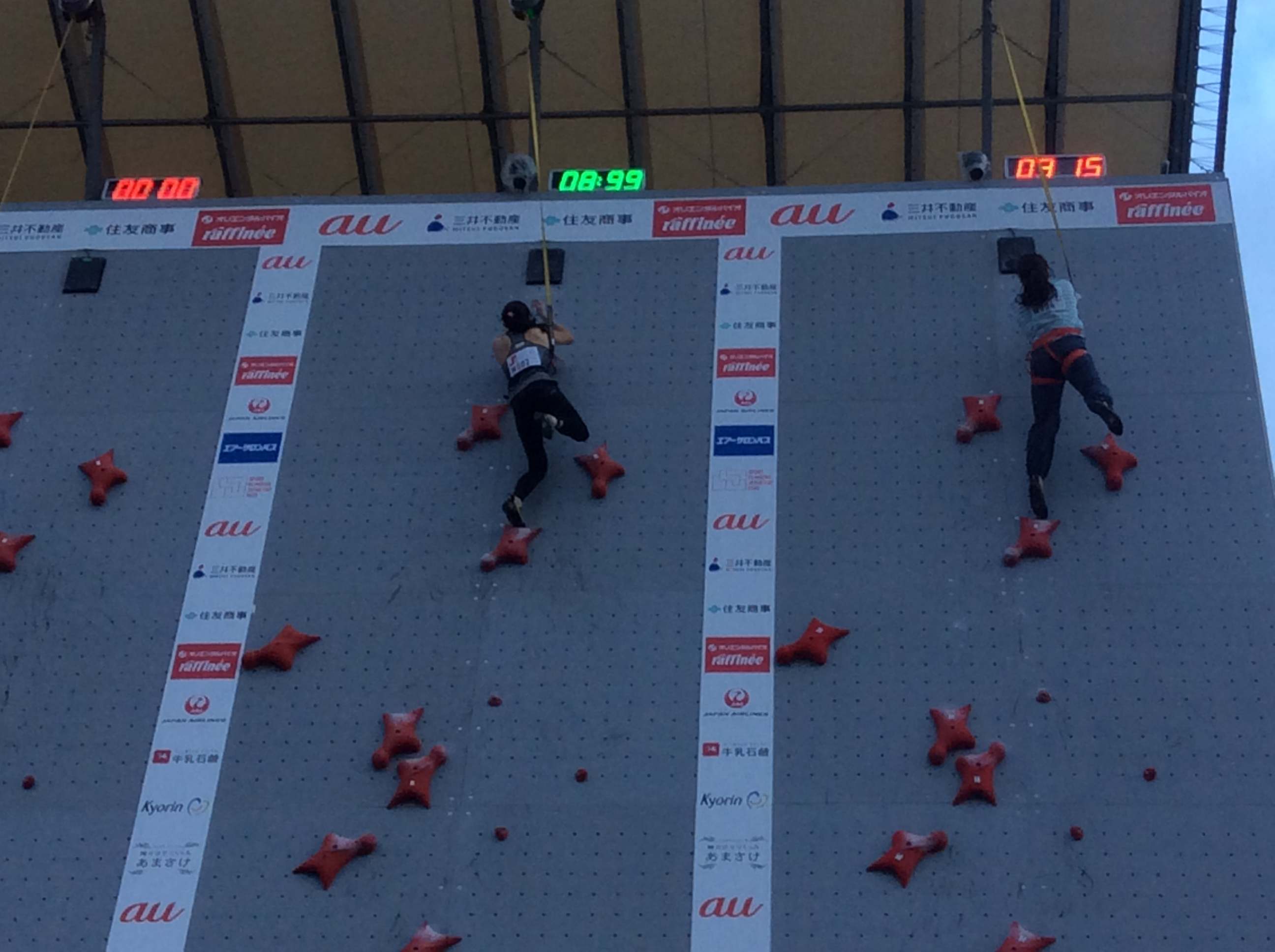
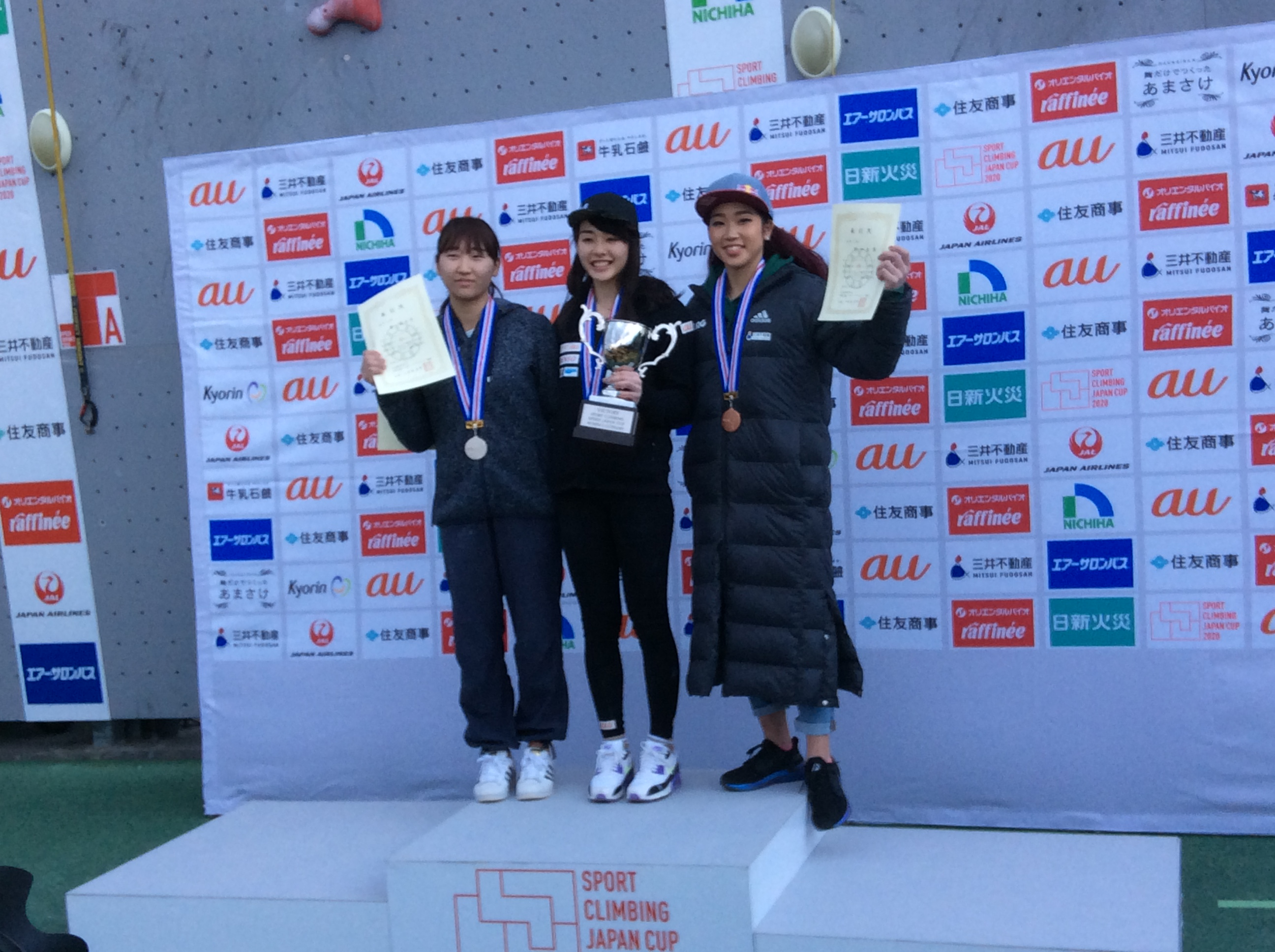

## CM出演
- Beautiful JAPAN 2020（パナソニック）
  - 岩手 スポーツクライミング篇[14]
- ANESSA（資生堂）
  - 太陽の下で篇
- PRO WORKER（岩手県の派遣会社）